# Hermann der Cherusker (Film)
Hermann der Cherusker (Originaltitel: Il massacro della Foresta Nera) ist ein 1965 entstandener, deutsch-italienischer Spielfilm mit Hans von Borsody in der Titelrolle sowie Cameron Mitchell als sein Gegenspieler und Antonella Lualdi in der weiblichen Hauptrolle.

## Handlung
Germanien, im Jahre 9 nach Christi Geburt. Die Römer sind tief in den Norden des Landes eingefallen und plündern, brandschatzen und versklaven unter der Führung des Feldherrn Aulus Colonna die Bewohner der germanischen Dörfer, da der geforderte Tribut nicht bezahlt wurde. Doch sie stoßen unerwartet auf ernst zu nehmendem Widerstand, denn erstmals schlagen die Germanen zurück und befreien die Sklaven. Der Germane Hermann, Anführer der germanischen Hilfstruppen der Römer unter der Führung des Varus, kehrt wenig später an der Seite Colonnas nach Rom zurück und wird für seine Dienste mit dem Schwert der Prätorianergarde belohnt. Als ein römischer Offizier in Anwesenheit Colonnas abfällig über den Cherusker aus Germanien spricht, wird Hermann klar, dass die Römer sein Volk als Barbaren verachten und es niemals als gleichwertig behandeln wird. Daraufhin kehrt er dieser Armee den Rücken zu und geht zurück zu den Seinen. In der Heimat angekommen, trifft Hermann im Dorf des Segestes dessen Tochter Tusnelda, seine Jugendliebe, wieder. Hermann versucht den Germanen klarzumachen, dass man das Joch der römischen Unterdrückung jetzt abschütteln müsse, doch finden seine Worte bei den eigenen Leuten anfänglich keinen Widerhall.
Nur mühsam kann er schließlich die germanischen Stämme einigen und für den Kampf gegen die römische Besatzerarmee begeistern. Mit kämpferischen Worten in einer flammenden Rede fordert er seine Leute auf, ihm zu folgen und zu den Waffen zu greifen: „Ihr wart einmal frei und unabhängig, aber das seid ihr nicht mehr. Was seid ihr schon weiter als die Knechte eines Weltreichs, an das ihr Tribut zahlen müsst? Ich sage euch nun: Auch Rom ist verwundbar! Hier, auf unserem Boden, können wir Rom schlagen.“ Die Stunde des Aufstandes gegen die Okkupanten hat nun geschlagen. Die Aktivitäten am Nordrand des Reichs sind im fernen Rom auch dem Kaiser Augustus nicht unbemerkt geblieben. Er gibt daher Colonna, einem seiner besten und erfahrensten Kommandeure, den Befehl, mit seinen Truppen nach Germanien zurückzukehren, um den römischen Statthalter Varus bei der Unterwerfung der aufmüpfigen Eingeborenen tatkräftig zu unterstützen. Segestes warnt indes Colonna vor, dass Hermann gegen die Römer zu Felde ziehen wolle und der Cherusker die Marschroute von den Legionen des Varus kennen würde. Um Zeit zu gewinnen, sein Heer in Stellung zu bringen und Arminius unter Druck zu setzen, entführt Colonna daraufhin die schöne Tusnelda, die Herzdame seines germanischen Gegenspielers, und will sie in einer Festung unter strenger Bewachung festhalten. Zwischen Hermann und Colonna kommt es zu einer direkten Konfrontation, bei der der Römer deutliche Blessuren davonträgt und in Gefangenschaft gerät. Aus Großmut heraus und aus der Unkenntnis, dass Tusnelda auf Befehl Colonnas festgesetzt wurde, lässt Hermann jedoch den römischen Feldherrn aus alter Verbundenheit heraus wieder ziehen.
Der Anführer der Germanen ruft nunmehr eine weitere Versammlung seiner Leute ein, um seinen Heerführern seinen Schlachtplan zu erläutern. In der Zwischenzeit hat Colonna mit seinen Leuten das Römerlager verlassen, um den in Bedrängnis zu geratenden Varus beizustehen. Er hofft, dass Hermann das Römerlager angreift, um Tusnelda zu befreien. So kann er, Colonna, Zeit gewinnen. Eine Vorhut der Germanen fängt jedoch die Römer ab und vernichtet sie. Hermann betritt das Lager und kann seine Tusnelda in die Arme nehmen. Anschließend marschiert er mit seinen Germanenkriegern in Richtung römischer Streitmacht, um in der Schlacht gegen Varus und dessen Hauptheer die Entscheidung zu suchen. Varus und seine römische Streitmacht werden von Hermann in einen Hinterhalt gelockt und in einer umfassenden Entscheidungsschlacht, die geografisch wohl nicht ganz korrekt als die „Schlacht im Teutoburger Wald“ in die Geschichtsbücher einging, bei einem harten Kampf Mann gegen Mann vernichtet. Am Ende wird dem Kaiser in Rom Bericht erstattet. August ruft voller Verzweiflung: „Varus, Varus, gib mir meine Legionen wieder!“ Diese entscheidende Niederlage besiegelt endgültig das Ende der Herrschaft Roms über weite Teile Germaniens.

## Produktionsnotizen und Wissenswertes
Hermann der Cherusker wurde bereits 1965 aus Kostengründen in Jugoslawien gedreht und angeblich 1966 uraufgeführt, Aufführungsort derzeit unbekannt. Trotz des preisgünstigen Produktionsortes verschlang dieser Film rund zwei Millionen DM. Aufgrund zahlreicher Streitigkeiten zwischen den deutschen und den italienischen Filmpartnern wurde das Epos in Deutschland erst ab dem 3. Februar 1977 (Premiere in Detmold), in Italien sogar erst ab dem 20. Mai 1982 gezeigt. Parallel zu diesem Film entstand mit weitgehend gleichem Stab und Darstellern All'ombra delle aquile, der auch etliche Szenen aus „Hermann der Cherusker“ umsynchronisiert erneut benutzte.
Regisseur Ferdinando Baldi wählte für die internationale Vermarktung den Anglizismus „Ferdy Baldwin“. Rudolf Nussgruber war ungenannt an der Regie beteiligt; das Dialogbuch der deutschen Fassung oblag Franz Josef Gottlieb.
Es gibt einige Unterschiede zwischen der deutschen und der italienischen bzw. internationalen Fassung. Bei der deutschen Version wird sehr viel stärker das Augenmerk auf die Germanen und ihren Freiheitskampf gelegt. Auch sind Namensunterschiede feststellbar: Während der von Cameron Mitchell gespielte Römer Aulus Colonna (eine fiktive Figur) heißt, ist sein Name in der italienischen Aulus Caecina, ein Legat, der tatsächlich existierte.
Darüber hinaus sind den federführenden Italienern bei der Kostümierung der Germanen grobe Schnitzer passiert. Wie man in zeitgenössischen Kritiken des Jahres 1977 lesen konnte, erinnerten die mit Fellmützen behüteten teutonischen Recken optisch eher an Tataren, Donkosaken oder Kirgisen. Auch bot die im Film zu sehende, eher an eine Tundra erinnernde, jugoslawische Landschaft keinerlei Identifizierungsmöglichkeiten mit dem tatsächlichen Handlungsort, dem Teutoburger Wald. Die Gottlieb‘sche Buch- bzw. Schnittfassung arbeitet sehr viel mehr den ‘heroischen Charakter‘ der germanischen Verteidiger heraus, während die italienische Fassung den ‘heroischen Charakter‘ der römischen Legionäre in den Vordergrund stellt.
Der englische Filmtitel lautet Massacre in the Black Forest, obwohl der Film im Teutoburger Wald spielt, nicht im Schwarzwald.

## Zum historischen Hintergrund
In der Schlacht im Teutoburger Wald, auch bekannt als Varusschlacht oder Hermannsschlacht, erlitten in der zweiten Hälfte des Jahres 9 n. Chr. drei römische Legionen samt Hilfstruppen unter Publius Quinctilius Varus im Norden Germaniens eine vernichtende Niederlage gegen ein germanisches Heer unter Führung des Arminius (in Deutschland zumeist „Hermann, der Cherusker“ genannt). Die Schlacht, in der ein Achtel des Gesamtheeres des Römischen Reiches vernichtet wurde, leitete das Ende der römischen Bemühungen ein, die rechtsrheinischen Gebiete Germaniens bis zur Elbe zu einer Provinz des Römischen Reichs zu machen. Als Ort der Schlacht werden verschiedene Stätten in Ostwestfalen, Norddeutschland und in den Niederlanden vermutet.

## Kritiken und Rezeption
„Kuriose Umstände: 1965 drehte Ferdy Baldwin in deutsch-italienischer Koproduktion einen Historienstreifen über die Schlacht im Teutoburger Wald. Erst jetzt kommt er in die Kinos, nachdem in der Zwischenzeit manche "Operation" an dem kolossalen Opus unternommen worden ist. Der Titel: "Hermann der Cherusker".“

„… alberne Schwertprügelei um einen Knüppeldamm...“

„…blutrünstiges, grobschlächtiges Heldenepos…“

„Mischung aus Märchenstunde und Schulfunkdrama.“

„Der fertige Film kam 1977 in die deutschen Kinos. Bei den Zuschauern stieß er auf wenig positive Resonanz. In Rezensionen wurde mehrfach auf die fehlende Authentizität der Produktion hingewiesen. Arminius und seine Krieger mussten Fellmützen tragen und in Holzhütten in der Tundra leben, da die Produzenten um Kosten zu sparen auf alte Kostüme, Requisiten und Kulissen zurückgegriffen hatten. Im Ganzen erinnerte die Verfilmung weniger an die Antikenepen Hollywoods als an die zahlreichen Spaghetti-Western, die einige Mitglieder der Filmcrew zuvor produziert hatten.“
Im Lexikon des internationalen Films heißt es: „Triv[i]ale Mischung aus Schlachtenspektakel und naiver Geschichtsbelehrung mit der Absicht zu demonstrieren, daß Freiheitswille und Einigkeit jeder Gewaltherrschaft überlegen sind.“